# Software aplicativo

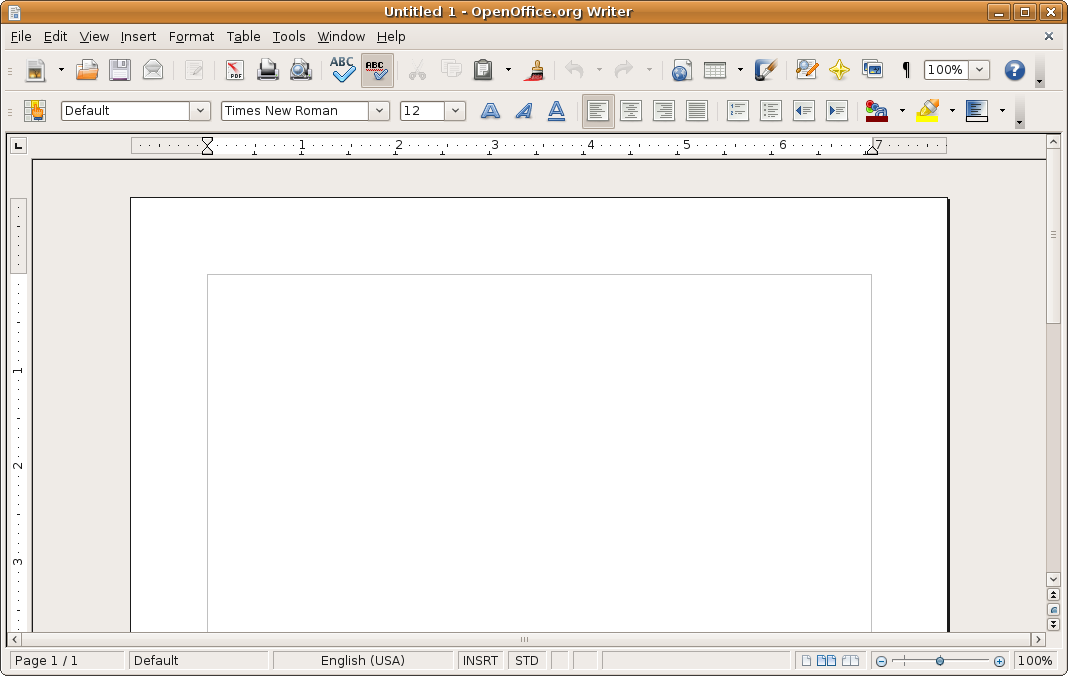
O OpenOffice.org é um exemplo de um
aplicativo.

Na informática, o software aplicativo, aplicativo, ou aplicação (abreviado app), é um programa computacional projetado com uma linguagem de programação para facilitar o dia-a-dia do usuário de forma intuitiva realizando uma tarefa específica; executar um grupo de funções, tarefas, ou atividades coordenadas para o benefício do usuário (como processador de texto, planilha eletrônica, aplicativo de contabilidade, navegador web, cliente de e-mail, reprodutor de mídia, gerenciador de arquivos, simulador de voo aeronáutico, consola de jogos, ou editor de fotos). O substantivo coletivo software aplicativo refere-se a todas as aplicações coletivamente. Isso contrasta com o software de sistema, que está principalmente envolvido na execução do computador.
As aplicações podem ser "empacotadas" com o computador e seu software de sistema ou publicadas separadamente, e podem ser codificadas como projetos proprietários, de código aberto, ou universitários. Os aplicativos criados para plataformas móveis são chamados de aplicativos móveis.

## Categoria
Programas de computador podem ser divididos em duas classes gerais: software de sistema e software aplicativo.

### Software de sistema
O software de sistema são programas de computador de baixo nível que interagem com o computador num nível muito básico. Podemos citar como exemplos o Sistema Operacional, o firmware (um exemplo de firmware é a BIOS do computador), controladores de dispositivos e a interface gráfica que permite ao utilizador interagir com o computador.

### Software aplicativo
O software aplicativo (normalmente referido como apenas software) é um software que permite ao utilizador realizar uma tarefa especifica. Podemos citar vários exemplos como o Microsoft Office, Internet Explorer, Adobe Photoshop, navegadores, etc.

## Classificação
Aplicações de softwares são divididas em duas categorias: aplicações horizontais e aplicações verticais. Aplicações horizontais são as mais populares em departamentos e empresas. Aplicações verticais são produtos que atendem a um determinado nicho, para um tipo especifico de negócio ou divisão de uma companhia.
Existem vários tipos de softwares de aplicação:
- Pacote office: consiste em múltiplas aplicações unidas, geralmente com funções complementares, mesma interface e que podem ou não interagir entre si. Exemplos são Microsoft Office, OpenOffice.org e iWork que juntam processadores de texto, planilhas, apresentação e etc. Também existem Suítes com outros propósitos como o Adobe Creative Suite.
- Aplicações desenvolvidas pelo utilizador final: são aplicações escritas pelo próprio usuário para adequar um sistema às suas necessidades. Geralmente incluem processadores de palavras, simuladores científicos, scripts de animação e de gráficos. Um exemplo de aplicação desenvolvida por usuário final são os filtros de e-mail.
- Logiciário Empresarial: É feito especificamente para atender as necessidades de processos e fluxo de dados de uma empresa, geralmente de grande porte e com necessidades de compartilhamento de dados como sistemas de departamentos financeiros, sistemas de gerenciamento de clientes, sistemas de gerenciamento de viagens corporativas e sistemas de pedido de suporte (help-desk request).
- Logiciário de infraestrutura empresarial: Sistemas de funcionamento empresarial como servidores de e-mail, sistemas para gerenciamento de rede e segurança, sistemas automáticos de back-up e etc.
- Logiciário de informação profissional: São logiciários que atendem às necessidades de indivíduos de criar e gerenciar informações, muitas vezes, para projetos individuais dentro de um departamento, em contraste com a gestão empresarial. Exemplos incluem a gestão de tempo, gestão de recursos, ferramentas de documentação, analítico e colaborativo. Processadores de textos, planilhas, clientes de e-mail e blog, sistema de informações pessoais, individuais e editores de meios de comunicação podem ajudar em tarefas de trabalho com múltiplas informações.
- Logiciário de simulação: São logiciários que simulam outros sistemas com propósitos de pesquisa, treinamento e até mesmo entretenimento.
- Logiciário de desenvolvimento multimédia: São softwares feitos especialmente para atender as necessidades de usuários que criam conteúdo multimédia, ou impresso, com propósitos comerciais ou educacionais. Como editores de HTML, animação digital, logiciário criador de áudio e vídeo e muitos outros.
- Aplicativos de celular: São softwares que rodam em dispositivos móveis como telemóveis, tablets, reprodutores multimédia, leitores de livro e etc.
- Logiciário interpretador de comandos: É um software e que os comandos tem que ser digitados para que alguma ação seja tomada. Exemplos são o Ms-DOS e o UNIX.
- Logiciário de interface de utilizador: É um software em que os comandos são acionados por menus, botões e ícones utilizando o mouse. Microsoft Windows, Mac OS e Ubuntu são exemplos comuns de sistemas operativos que utilizam uma ou mais interfaces de usuário.
- Aplicação “server-side”: É um logiciário de terceiros que um usuário decide instalar em sua conta de uma rede social, por exemplo um jogo de Facebook como o The Sims Social.
- Programas de acesso de conteúdo: São programas utilizados exclusivamente para fazer acesso de conteúdo sem edição e podem ou não incluir um segundo software que permite edição de conteúdo. Atendem as necessidades de usuários que precisam acessar conteúdo digital público. Temos como exemplo tocadores de mídia e navegadores da internet.
- Logiciário educacional: São logiciários relacionados a acesso de conteúdo adaptados para estudantes e educadores. Podem ser desde jogos educacionais com intuito de educar e ensinar até edições de aplicativos com soluções otimizadas ao estudo.
- Logiciário de compartilhamento de informações: Utilizados normalmente por empresas de grande e médio porte para com necessidades de criar, gerenciar e compartilhar informações geralmente entre indivíduos alocados no mesmo departamento ou projeto.

## Tipos

### Software proprietário
O software proprietário é um software que é licenciado com direitos exclusivos para o produtor. Para fazer uso ou qualquer alteração no programa (quando possível) é necessário a compra de uma licença . Alguns dos mais conhecidos softwares proprietários são o Microsoft Windows, o Microsoft Office, o RealPlayer, o Adobe Photoshop, o Mac OS, o WinZip, algumas versões do UNIX, entre outros.

### Software livre
O software livre, segundo a definição da Free Software Foundation, é qualquer programa que possa ser utilizado, copiado, estudado e, redistribuido sem restrições. O Software livre respeita os direitos dos utilizadores permitindo que partilhem com outros o que aprenderam, já respeitante ao lucro, não se opôem ao software vendido almejando lucro (software comercial) desde que respeitem o copyleft.

### Software comercial
O software comercial é um software criado com o objetivo de gerar lucro para a empresa que o criou seja pela venda de licenças ou pela utilização de anúncios no programa. Um software comercial muito utilizado é o Windows Live Messenger (antigo MSN Messenger). O programa é considerado um software comercial pois embora seja propriedade da Microsoft e consequentemente, de código fechado, ele gera lucro para a empresa através dos diversos anúncios presentes no programa.

## Distribuição
Os tipos de licenças e as formas de distribuição do software:

### Freeware
Os freewares são softwares gratuitos, geralmente para pessoas físicas, havendo uma versão paga para uso corporativo. Geralmente propagandas ou patrocinadores mantém o projeto vivo.

### Shareware
Os shareware são softwares que apenas funcionam por um determinado período de tempo (chamado período de avaliação) e depois o usuário deve decidir se adquire ou não o produto.

### Demo e Trial
As versões demo/trials são versões limitadas. As versões demo são relacionadas a jogos e geralmente são versões incompletas, mais curtas do jogo para que o jogador veja se gosta do jogo, do seu universo e jogabilidade. Versões trial permitem o uso parcial de softwares, geralmente sem salvar ou exportar totalmente, exigindo a compra para acesso completo.

### Beta
As versões beta ainda estão em desenvolvimento ou estão em desenvolvimento constante (como o Gmail e outras aplicações do Google). Após a versão beta é lançada uma versão RC (Release Candidate) que é a última versão antes do lançamento oficial do software.

### Adware
Os adware são programas que vem junto com outros programas, como banners e barras de pesquisa. O adware pode ser uma limitação de um programa shareware, exibindo propagandas e outros tipos de anúncio para sustentar o projeto. O banner é removido depois de comprada a licença.

### Opensource e GPL
O opensource/GPL é uma distribuição livre, de código-fonte aberto e disponível gratuitamente para download. O usuário tem total liberdade para fazer suas próprias alterações e posteriormente os desenvolvedores poderão utilizar esse código no projeto seguindo o mesmo padrão GPL (GNU Public License) que é o formato padrão Open-source.

### Malware
O malware do inglês "Malicious Software", termo utilizado para designar programas que tem como objetivo invadir e danificar sistemas como vírus e cavalos-de-tróia.

### Spyware
O spyware é um software que tem como objetivo monitorar as atividades do usuário e coletar suas informações.

### Outros
Existem ainda inúmeros tipos de distribuição como o Bookware que consiste em comprar um determinado livro do autor para que o software se torne legítimo. Alguns desenvolvedores, para ampliar suas coleções pessoais ou hobbies, desenvolveram o Postcardware e o Stampware em que o usuário envia uma carta ou cartão postal e o desenvolvedor envia uma licença ao usuário ou registra o seu software remotamente.

## Exemplos
- Navegador web: utilizados para acessar a internet e seu conteúdo. Antigamente funcionavam apenas como visualizador de mídia mas agora podem ser utilizados para jogos, edição de textos e demais serviços na nuvem. Os mais famosos são o Internet Explorer da Microsoft, o Firefox da Mozilla e o Chrome do Google.
- Correio eletrônico: aplicativos de gerenciamento e leitura de e-mails. Existem soluções pagas, como o Microsoft Outlook e soluções gratuitas como o Mozilla Thunderbird. Também existem soluções como o Mail do Macintosh que vem como parte do sistema.
- Bate-papo ou chat: softwares de bate-papo são softwares de troca de mensagens entre usuários que podem ou não estar online ao mesmo tempo. Antigamente esses softwares precisavam estar instalados na máquina cliente (como o iChat e o antigo MSN Messenger, da Apple e Microsoft respectivamente) ou então apenas em um servidor (como o chat UOL) mas a evolução da internet e o serviço em nuvem quebraram essa barreira e soluções como o Windows Live Messenger funcionam tanto no cliente como no servidor e oferece serviços integrados como a integração com o Facebook. Hoje em dia soluções de chat podem ser encontradas facilmente em sites de forúm ou qualquer outro que contenha um banco de dados de usuários.
- Aplicativos para desenvolvimento: aplicativos para desenvolvimento são aplicativos que reconhecem uma ou mais linguagens de programação e oferecem assitência e uma plataforma sólida para desenvolvedores realizarem seu trabalho. Temos como exemplo soluções gratuitas como o Dreamweaver e soluções proprietárias como o Dreamweaver da Adobe. Aplicativos para desenvolvimento podem reconhecem e compilar diversas linguagens de programação ou apenas uma especifica ou uma categoria específica.
- Aplicativos para telefonia e videoconferência: aplicativos de telefonia são soluções que utilizam da tecnologia da internet para realizar chamadas de voz entre dois computadores (ou dois IPs diferentes). Com a evolução da tecnologia temos essas soluções também presentes em outras plataformas como Smartphones e tablets. Um exemplo disso é o Facetime da Apple que permite video-conferência entre iPhones, iPods, Macbooks e iPads. E versões do Skype para celular permitindo chamadas VoIP em Smartphones e quebrando barreiras entre celular e computador.
- Aplicativos CAD/CAM Solid/Works, AutoCAD: Utilizados predominantemente em ambiente empresarial e industrial.

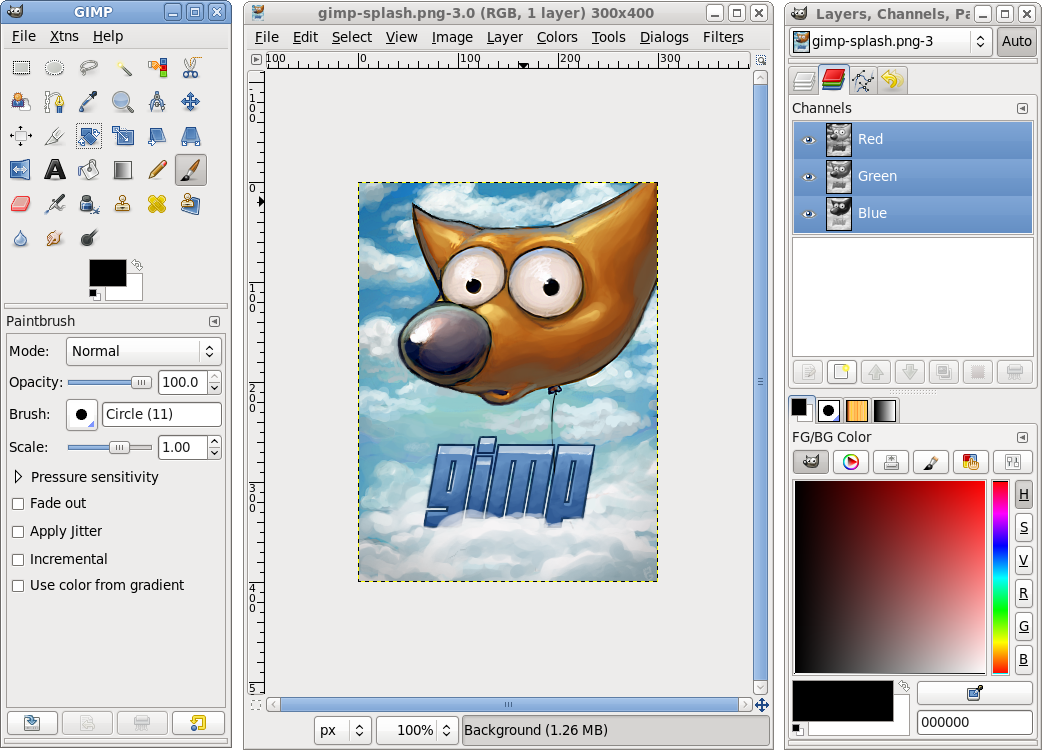
GNU Image Manipulation Program (GIMP), versão 2.4.3.
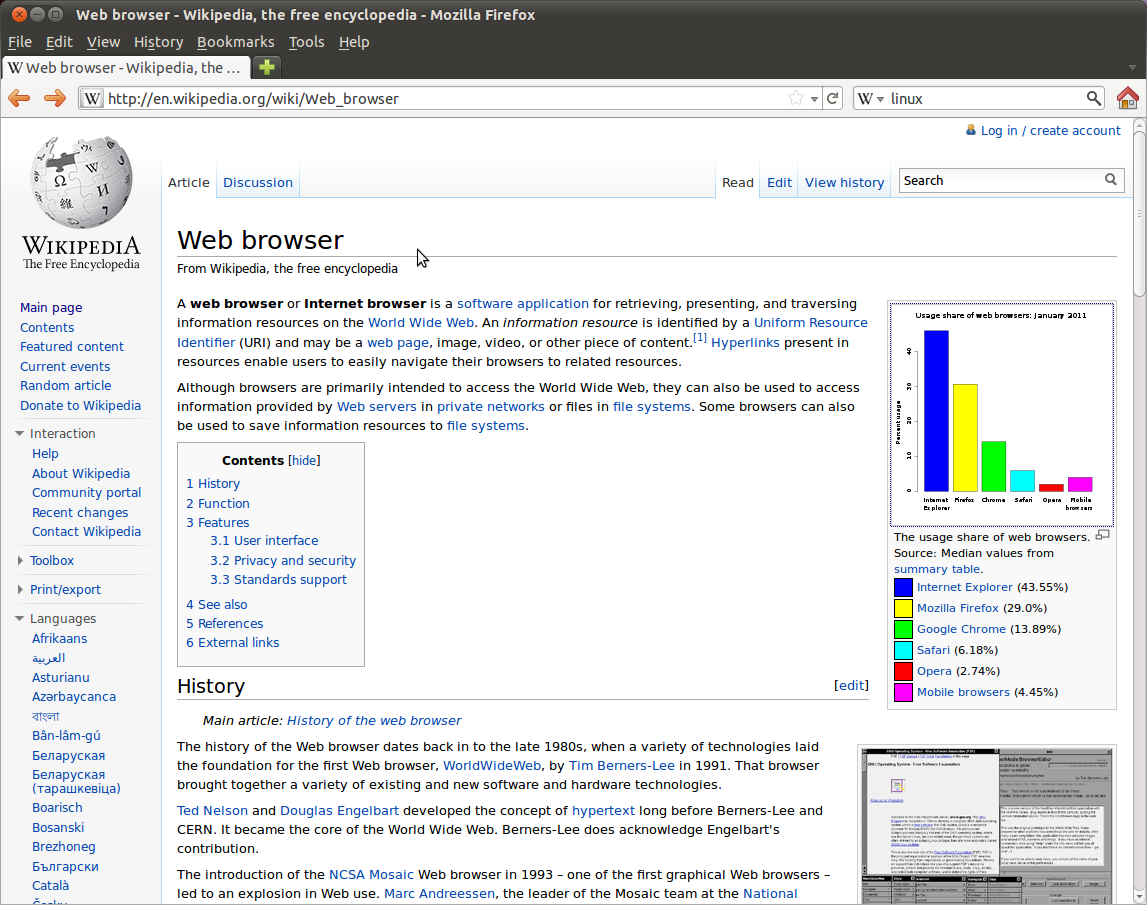
Janela do Firefox 4.0 no Ubuntu.
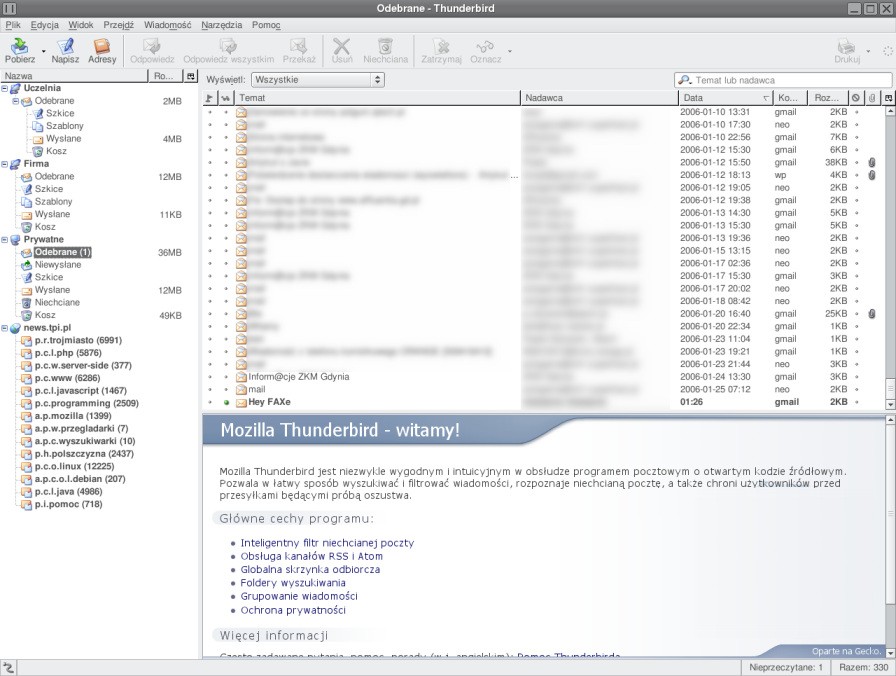
Cliente de e-mails Thunderbird.
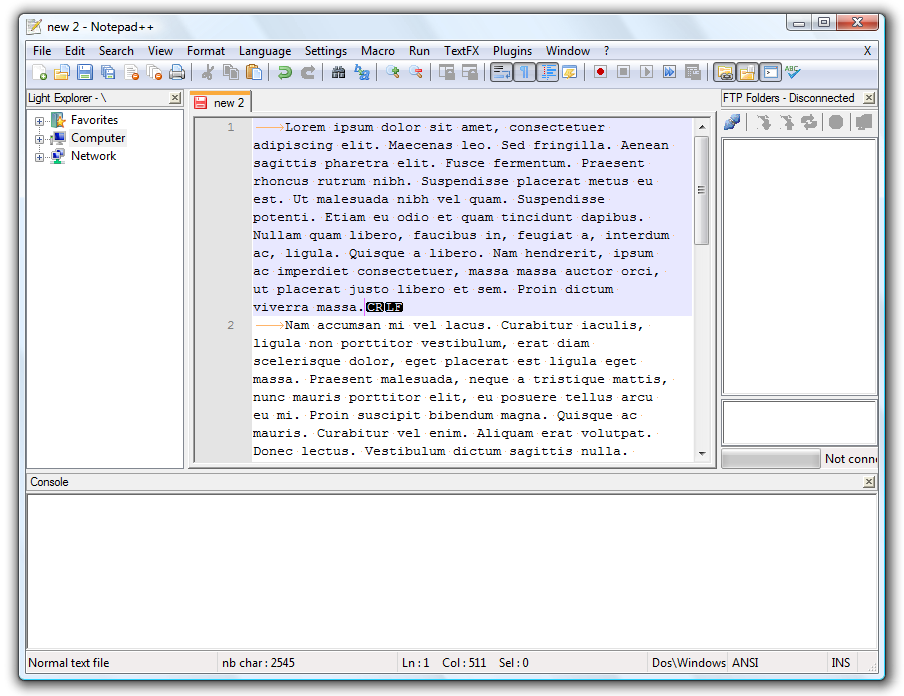
Notepad++.